# Agroelymus adamsii
Agroelymus adamsii är en gräsart som beskrevs av Joseph Jules Jean Jacques Rousseau. Agroelymus adamsii ingår i släktet Agroelymus och familjen gräs. Inga underarter finns listade i Catalogue of Life.